# Belsöğüt, Ilgaz
Belsöğüt là một xã thuộc huyện Ilgaz, tỉnh Çankırı, Thổ Nhĩ Kỳ. Dân số thời điểm năm 2010 là 78 người.